# Alessandro Buttè
Alessandro Buttè (Milano, 11 agosto 1903 – 5 maggio 1976) è stato un sindacalista e politico italiano.

## Biografia
Esponente friulano della Democrazia Cristiana, venne eletto alla Camera dei Deputati nel 1953, nella II legislatura, venendo confermato consecutivamente fino alla IV, rimanendo in carica a Montecitorio fino al 1968.